# Sigmund Ferdinand von Perger

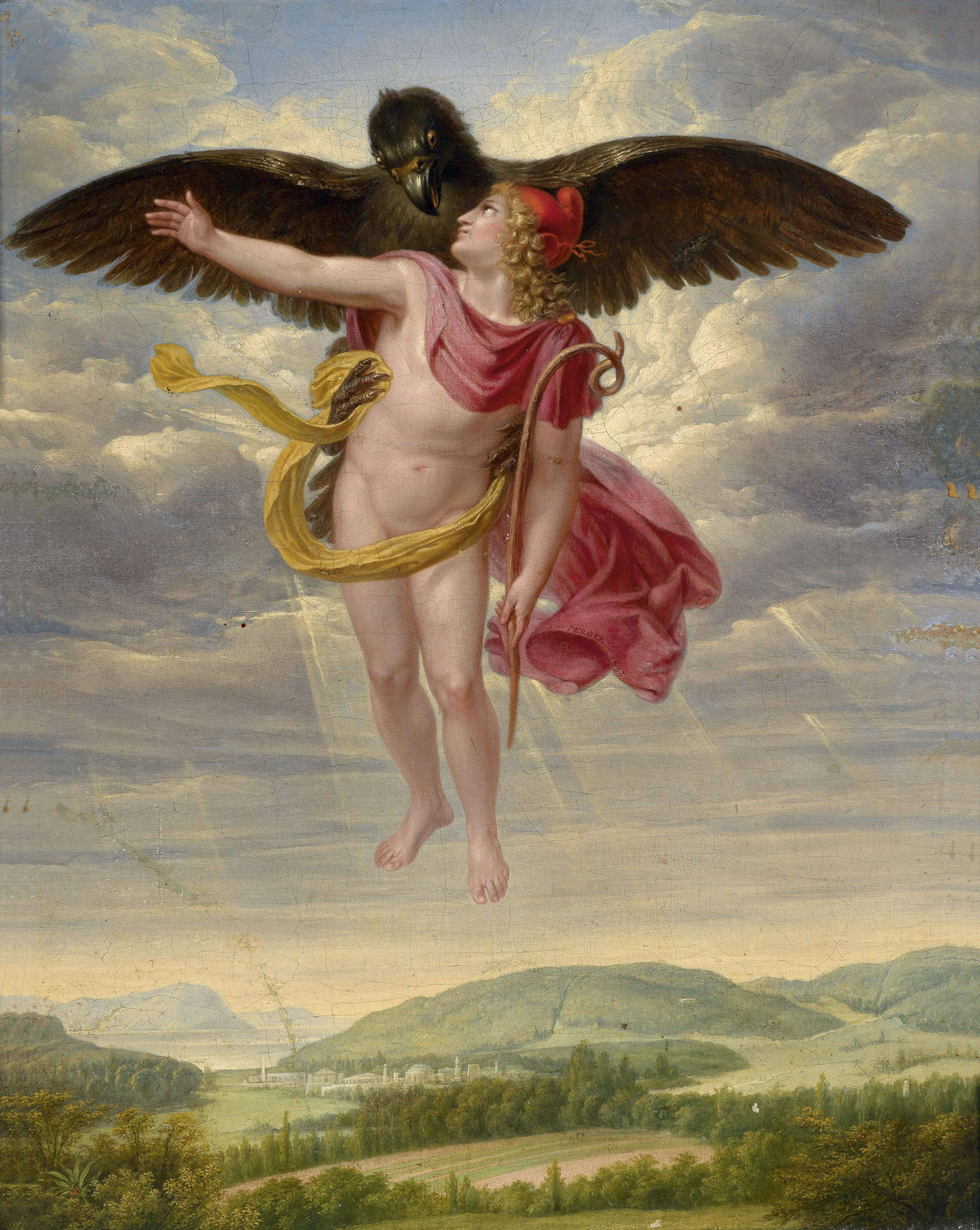
Die Entführung des Ganymed (1832)

Sigmund Ferdinand von Perger (* 17. August 1778 in Wien; † 24. Mai 1841 ebenda) war ein österreichischer Maler, Kupferstecher und Radierer.

## Leben
Von Perger war der Sohn eines Gymnasialprofessors, sowie Vater des Malers, Graphikers und Schriftstellers Anton von Perger, Großvater des Chemikers Hugo von Perger und des Musikers Richard von Perger.
Er studierte an der Wiener Kunstakademie. Ab 1798 wurde Perger als Zeichner und Maler historischer Szenen an der Wiener Porzellanmanufaktur tätig. Ab 1810 unternahm er Studienreisen nach Italien. Perger wurde 1817 zum kaiserlich-königlichen Hoftiermaler ernannt. Ab 1825 bekleidete er den Posten des 2. Kustos an der k. k. Gemäldegalerie im Schloss Belvedere in Wien. Von 1820 bis 1833 gab er gemeinsam mit dem Buchhändler Carl Haas eine Sammlung von Kupferstichen der Bilder der Galerie heraus. Er lieferte Aquarellkopien der Kunstwerke als Vorlagen an die Kupferstecher Johann Blaschke, Johann Nepomuk Passini, Josef Axmann, Joseph Kovátsch, Ignaz Krepp.